# Харт (округ, Кентукки)
Харт (англ. Hart County) — округ в штате Кентукки, США. Официально образован в 1819 году. По состоянию на 2010 год, численность населения составляла 18 199 человек.

## География
По данным Бюро переписи США, общая площадь округа равняется 1082,621 км2, из которых 1067,081 км2 суша и 15,022 км2 или 1,400 % это водоёмы.

## Население
По данным переписи населения 2000 года в округе проживает 17 445 жителей в составе 6 769 домашних хозяйств и 4 812 семей. Плотность населения составляет 16,00 человек на км2. На территории округа насчитывается 8 045 жилых строений, при плотности застройки около 7,30-ти строений на км2. Расовый состав населения: белые — 92,58 %, афроамериканцы — 6,20 %, коренные американцы (индейцы) — 0,22 %, азиаты — 0,11 %, гавайцы — 0,03 %, представители других рас — 0,18 %, представители двух или более рас — 0,69 %. Испаноязычные составляли 0,86 % населения независимо от расы.
В составе 32,60 % из общего числа домашних хозяйств проживают дети в возрасте до 18 лет, 56,80 % домашних хозяйств представляют собой супружеские пары проживающие вместе, 10,40 % домашних хозяйств представляют собой одиноких женщин без супруга, 28,90 % домашних хозяйств не имеют отношения к семьям, 25,30 % домашних хозяйств состоят из одного человека, 12,00 % домашних хозяйств состоят из престарелых (65 лет и старше), проживающих в одиночестве. Средний размер домашнего хозяйства составляет 2,54 человека, и средний размер семьи 3,05 человека.
Возрастной состав округа: 25,70 % моложе 18 лет, 8,60 % от 18 до 24, 28,20 % от 25 до 44, 23,50 % от 45 до 64 и 23,50 % от 65 и старше. Средний возраст жителя округа 37 лет. На каждые 100 женщин приходится 96,90 мужчин. На каждые 100 женщин старше 18 лет приходится 93,20 мужчин.
Средний доход на домохозяйство в округе составлял 25 378 USD, на семью — 31 746 USD. Среднестатистический заработок мужчины был 26 994 USD против 19 418 USD для женщины. Доход на душу населения составлял 13 495 USD. Около 18,60 % семей и 22,40 % общего населения находились ниже черты бедности, в том числе — 28,40 % молодёжи (тех, кому ещё не исполнилось 18 лет) и 22,00 % тех, кому было уже больше 65 лет.